# Eucharisticum Mysterium
Eucharisticum Mysterium – instrukcja watykańskiej Świętej Kongregacji Obrzędów z 25 maja 1967 o kulcie tajemnicy eucharystycznej.

Dokument szeroko opisuje kult i tajemnicę Eucharystii. Zbiera z różnego rodzaju źródeł, a zwłaszcza z dokumentów Soboru Watykańskiego II, najważniejsze normy praktyczne, w celu ukazania, jak wierni winni odnosić się do tajemnicy Eucharystii. Nakłada na wszystkich obowiązek jak najgłębszego rozważania tej tajemnicy, co ma się dokonywać przez znaki, w których obecny jest sam Chrystus. Tezy dokumentu ujął później jeszcze pełniej Kodeks Prawa Kanonicznego oraz Wprowadzenie do Nowego Mszału Rzymskiego.
Tajemnica eucharystyczna jest prawdziwie ośrodkiem świętej Liturgii, a nawet całego życia chrześcijańskiego. Toteż Kościół pouczony przez Ducha Świętego usiłuje coraz bardziej ją pogłębiać i coraz intensywniej z niej żyć.